# Lord Love a Duck
Lord Love a Duck is een Amerikaanse filmkomedie uit 1966 onder regie van George Axelrod.

## Verhaal
Een leerling op een progressieve school in Californië gebruikt zijn talent voor manipulatie om de wens van een knappe medeleerlinge te vervullen. Hij zorgt ervoor dat ze een baantje krijgt en hij spoort haar aan om te trouwen met een oudere student. Zijn methoden worden daarbij almaar extremer. 

## Rolverdeling
| Acteur           | Personage          |
| ---------------- | ------------------ |
| Roddy McDowall   | Alan Musgrave      |
| Tuesday Weld     | Barbara Ann Greene |
| Lola Albright    | Marie Greene       |
| Martin West      | Bob Bernard        |
| Ruth Gordon      | Stella Bernard     |
| Harvey Korman    | Weldon Emmett      |
| Sarah Marshall   | Juffrouw Schwartz  |
| Lynn Carey       | Sally Grace        |
| Max Showalter    | Howard Greene      |
| Donald Murphy    | Phil Neuhauser     |
| Joseph Mell      | Dr. Milton Lippman |
| Dan Frazer       | Eerlijke Joe       |
| Martine Bartlett | Inez               |
| Jo Collins       | Kitten             |
| Judith Loomis    | Mevrouw Neuhauser  |